# Cité des Électriciens
La Cité des Électriciens (à Bruay-la-Buissière, Pas-de-Calais) ou Cité no 2 est la plus ancienne cité minière préservée du Nord de la France. Édifiée en 1856 par la Compagnie des mines de Bruay, elle symbolise l’essor charbonnier et le paternalisme industriel du XIXe siècle, avec ses corons en brique et ses jardins ouvriers. Inscrite au titre des monuments historiques en 2009, puis au au Patrimoine mondial de l’Unesco en 2012 au sein du Bassin minier du Nord-Pas-de-Calais, elle est aujourd’hui un site culturel et touristique ouvert à la visite.

## La construction de la cité auXIXesiècle

### Contexte historique

#### Le territoire de Bruay avant leXIXesiècle
Avant la découverte de la houille en 1720 à Fresnes-sur-Escaut, dans le Nord-Pas-de-Calais, le territoire est constitué de plaines et forêts, et les terres, dont le sol est riche en eau et de bonne qualité, sont majoritairement exploitées à des fins agricoles,. A l'emplacement de la future exploitation minière de la Compagnie des Mines de Bruay se trouve un chantier d'exploitation de marne.

#### L'avènement du travail minier à Bruay

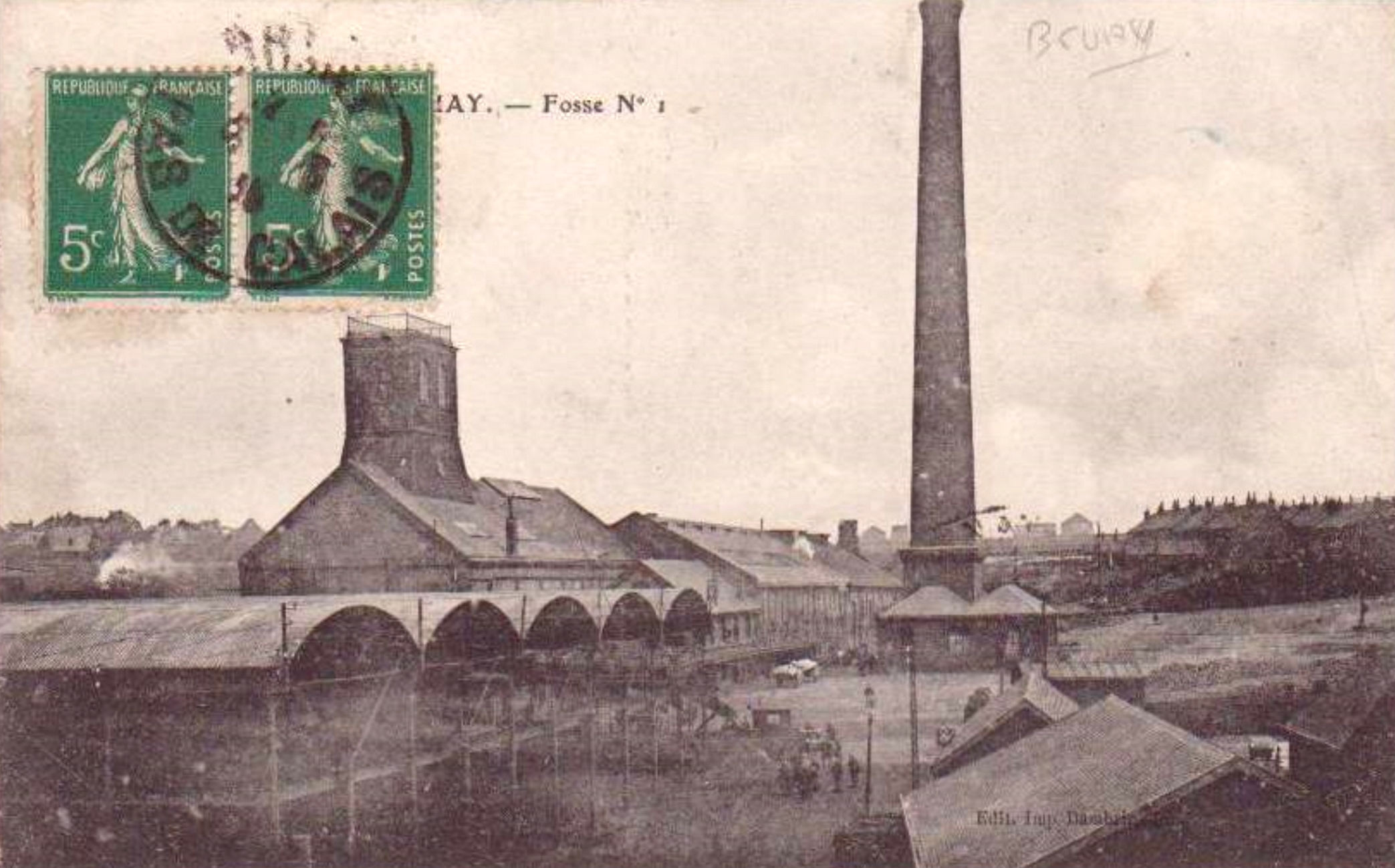
Carreau de fosse du puits n°1-1 bis de Bruay-la-Buissière dans le premier tiers du XXe siècle

La découverte de la houille bouleverse le mode de vie des habitants, qui sont d’abord réticents à l’activité minière. Au début des années 1850, des sondages sont effectués autour de la commune de Bruay-la-Buissière. C’est en 1852 qu’est fondée la Compagnie des mines de Bruay. Un carreau de fosse est construit et l’exploitation de la houille débute véritablement en 1855. Les propriétaires des terres exproprient peu à peu les exploitants agricoles pour favoriser le développement minier. 
Les paysans se reconvertissent progressivement en mineur et font la navette entre les fermes et le carreau de fosse, ou bien habitent chez des logeurs. Rapidement, la main d'œuvre locale et saisonnière ne suffit plus et de nouveaux habitants affluent : la population augmente rapidement. En 1850, la commune compte près de 800 habitants alors qu’elle en totalise 2 316 en 1872, puis 18 252 peu avant la Première Guerre mondiale, en 1911.

### Construction de la Citéno2

#### La création de la cité
Pour loger les mineurs et sédentariser la main d’œuvre à proximité, les responsables de la Compagnie des mines de Bruay décident de faire construire des ensembles d'habitation. La cité no 2, comme son nom officiel l'indique, est la deuxième cité minière à être édifiée, à proximité de la Fosse n°1-1 bis. Le terrain est acquis en 1856 devant notaire par la Compagnie des mines de Bruay et le chantier de construction débute le 30 juin de la même année. 
La situation géologique n'est cependant pas idéale, le terrain présentant des risques d'effondrement, en raison des galeries souterraines ayant servi précédemment à l'extraction de marne.

#### Caractéristiques architecturales: les corons

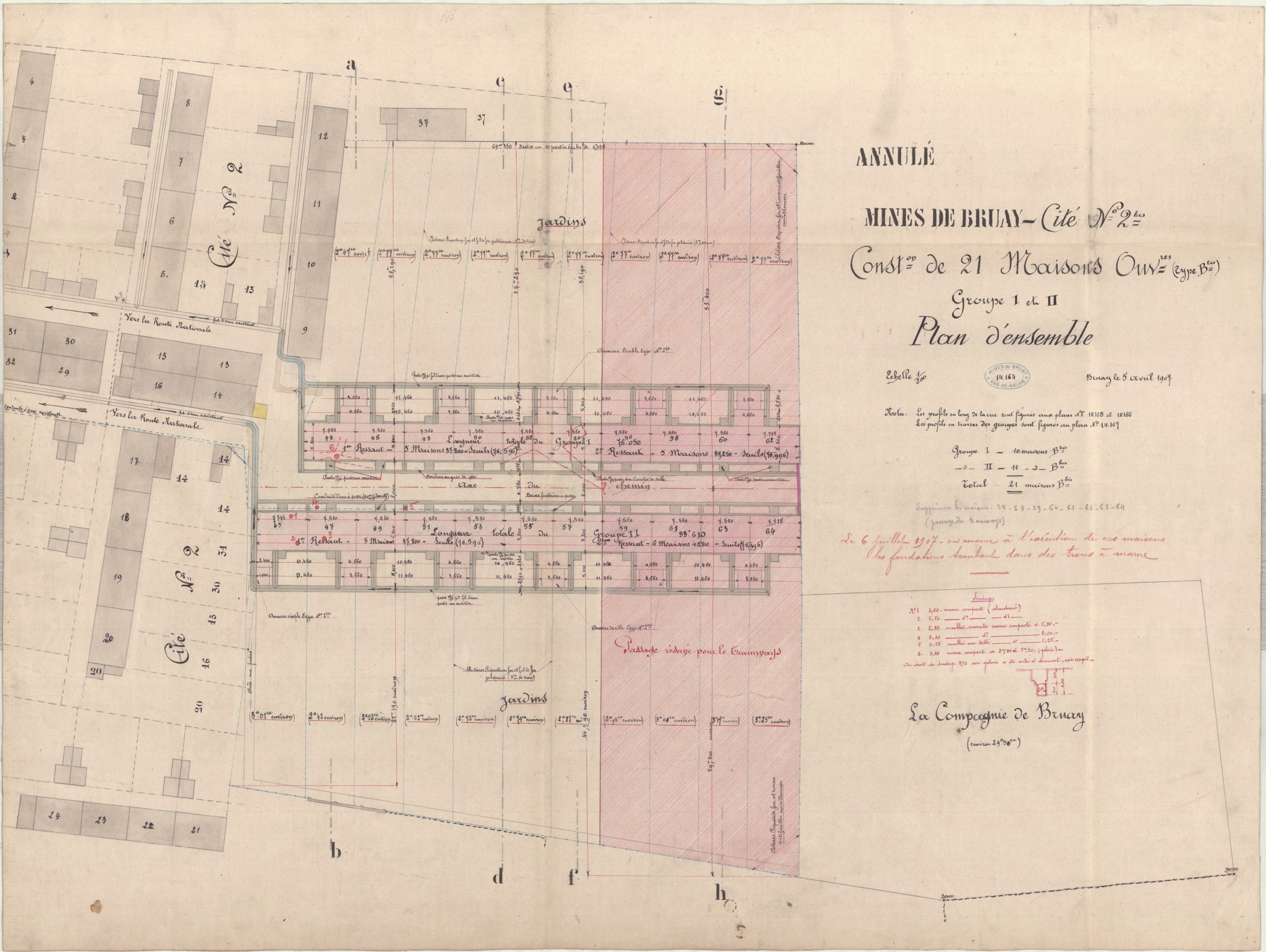
Plan de construction de la Cité no 2 en 1907.

La construction des habitations est confiée non pas à des architectes mais aux ingénieurs de la Compagnie. Les premières habitations sont des corons, un type d’habitat très spécifique, se situant « à la croisée de racines rurales et urbaines, paysannes et prolétaires ». Il tient son nom du pignon aveugle des maisons finissant chacune des deux extrémités des barres d’habitation, appelé en patois « corne », ou « coron » ou encore de coronnus, « coin » en ancien français. De 1856 à 1857, la cité est dotée de 37 logements, auxquels six s'ajoutent au barreau entre les actuelles rues Branly et Marcony, en 1867. Les logements sont ainsi répartis sur sept barreaux de maisons mitoyennes, dont six parallèles et un perpendiculaire aux autres. Chaque maison est doté d'un jardin, exploité par les familles locataires. La vie quotidienne s'organise autour de deux fours et d'un puits creusé par les mineurs eux-mêmes.

#### Matériaux employés
Les maisons sont bâties avec des matériaux économiques et de proximité, souvent récupérés dans les fermes alentours. Le matériau principal est la brique, fabriquée à la main et cuite au four à charbon de bois, d’où leurs formes et leurs couleurs aléatoires. Les façades sont enduites de chaux, améliorant à la fois l’isolation des maisons et leur esthétique. Les façades sont renforcées structurellement par des fers d’ancrage (c'est-à-dire des barres de métal). Les façades des logements sont décorées à la peinture : rouge sur les façades, vert sur les pignons, blanc sur les faux pilastres et rainuré autour des ouvertures, portes et fenêtres.

## Évolutions architecturales au cours duXXesiècle

### Les rues
Avant 1926, il n’y a pas de noms de rue ni de numéros de maisons. Les habitants entre 1861 et 1921 n’ont pas, sauf exceptions, d’adresse précise. Les noms des rues ont été donnés entre 1921 et 1926 à l'initiative de la Compagnie des Mines de Bruay. La dénomination rend hommage aux physiciens qui ont travaillé sur l’électricité, d'où l'appellation actuelle de la cité : Gramme, Ampère, Volta, Marconi, Branly, Faraday, Laplace, Edison, Coulomb, Franklin.

### Évolution de la rue Coulomb
L'arrivée de réfugiés fuyant les combats de la Première Guerre mondiale conduit à la construction en 1915 de vingt nouveaux logements afin de les héberger. Répartis en deux barreaux, ils disposent de jardins plantés d’un cerisier ou d’un prunier, ainsi que de latrines communes extérieures situées aux deux extrémités de chaque bâtiment. Ces logements sommaires sont détruits en 1923, afin de laisser place à des bâtiments plus pérennes. Deux barreaux sont construits, composés de cinq maisons chacun et d'annexes. Par la suite, ces logements sont divisés en deux. Au début des années 1990, un incendie fragilisent ces barreaux et les maisons sont détruites en 1997.

### Hygiène, eau et confort
L’évolution des modes de vie et les préoccupations hygiénistes de la Compagnie des Mine de Bruay ont conduit à des modifications mineures des installations. Après la construction de la Cité, 43 familles construisent par elles-mêmes les installations collectives qui leur étaient nécessaires : deux fournils collectifs, un puits, des latrines communes, ainsi que des clapiers et poulaillers. Ces installations, considérées comme peu hygiéniques, étaient sources de maladies et d'épidémies. Elles sont remplacées entre 1903 et 1905 par des carins en briques, construits par la Compagnie comprenant  une buanderie, des latrines, ainsi qu’un poulailler et un clapier pour l’élevage des lapins et des poules. Édifiées dans les jardins, ces annexes peuvent être utilisées par une ou deux familles. 
Les logements sont devenus plus confortables au cours du siècle. L’approvisionnement en eau était d’abord assuré par des puits, puis par des bornes-fontaines à bras ou à manivelle. Enfin, l’eau courante est installée dans les années 1950, d’abord dans les carins, puis dans les habitations elles-mêmes.
Au XIXe siècle, la lessive était strictement encadrée par la Compagnie des Mines, qui avait fixé un jour précis dans la semaine pour cette tâche : sous la surveillance du garde de la cité, les femmes faisaient bouillir le linge dans une grande bassine en zinc, puis elles le battaient, le brossaient et l’étendaient entre deux parcelles d'habitation.
Plus largement, le garde de la cité planifiait les aspects de la vie quotidienne : il décidait de l'entretien des trottoirs et de la maison, contrôlait l'accès à l'eau et assurait la gestion des conflits.

### Construction de garages
Les dix premiers garages sont construits en 1952, en bordure de la route nationale. Cinq autres sont édifiés en 1958, et cinq encore en 1965. Ces constructions révèlent l’amélioration des conditions de vies des mineurs, qui accèdent peu à peu à des moyens de transport individuels.

## L'immigration et l'émigration à la Cité des Électriciens
Tout au long de son existence, la Cité des Électriciens a accueilli des travailleurs étrangers, venus répondre à la forte demande de main d'œuvre. 

### AuXIXesiècle
Sur les 192 habitants recensés dans les premiers registres de 1861, 49 sont Belges. Pour la plupart, il s'agit de techniciens qualifiés dont la tâche était de former la main-d’œuvre de la région, nouvellement entrée dans le métier.
À la fin du XIXe et au début du XXe siècle, une dizaine d'habitants quittent la Cité pour tenter leur chance dans les mines nord-américaines qui manquent alors de main-d’œuvre.

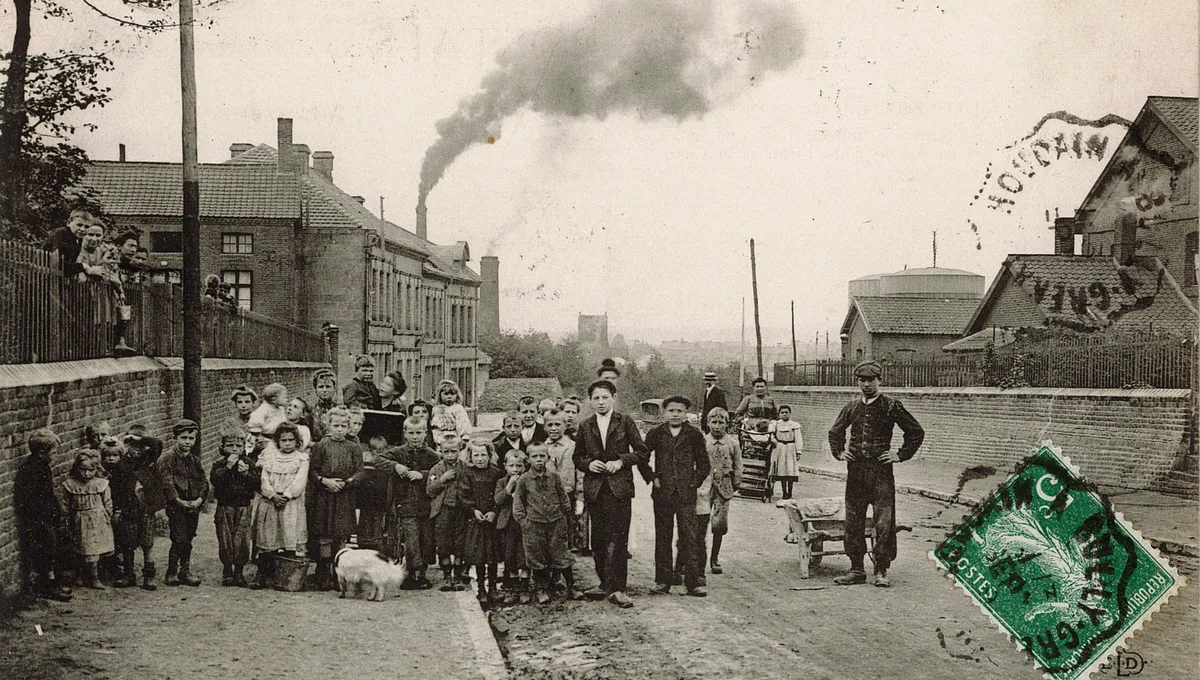
Carte postale de 1918 représentant des habitants de la Cité no 2.

### AuXXesiècle
À partir de 1926, d'autres nationalités apparaissent dans les recensements : Polonais, Serbes, Yougoslaves puis Tchécoslovaques. La vague d'immigration polonaise dans les années 1920 est directement issue d'une convention entre la France et la Pologne relative à l’émigration et à l’immigration, signée à Varsovie le 3 septembre 1919. Cette main-d'œuvre polonaise est recrutée soit directement en Pologne via des bureaux d'embauche, soit en Westphalie, en Allemagne, où des mineurs étaient installés.
Grâce à cette main-d’œuvre étrangère, l'industrie minière du Nord de la France se relève plus rapidement de la Première Guerre Mondiale. Cependant, suite à une baisse de production, plusieurs dizaines d'immigrés sont licenciés et rapatriés de force en 1934-35.
À la suite de la Seconde Guerre Mondiale, la Cité des électriciens accueille à nouveau des travailleurs étrangers, principalement italiens. Dans les années 1960 à 1970, des ouvriers algériens et marocains constituent une main-d'œuvre temporaire.
Au total, 29 nationalités sont venues dans le Bassin Minier du Nord-Pas-de-Calais.

## Rachat par la communauté d’agglomération, réhabilitation et reconversion

### Inscription au titre des monuments historiques en 2009
En tant que plus ancienne cité minière encore préservée du Nord de la France et dans le Bassin minier du Pas-de-Calais, la Cité des Électriciens représente « à la fois l’histoire et l’avenir du territoire ». Ainsi, toutes les façades et toitures des bâtiments de la cité, situées dans les rues Ampère, Branly, Coulomb, Edison, Faraday, Franklin, Gramme, Laplace, Marconi et Volta, sont inscrites au titre des monuments historiques par arrêté du 25 novembre 2009 alors que les derniers habitants se trouvent encore sur place,.

### Inscription du Bassin minier du Nord-Pas-de-Calais au Patrimoine Mondial de l’Unescoen 2012
Source
La candidature du Bassin minier du Nord-Pas-de-Calais au Patrimoine mondial de l'Unesco au début des années 2000 s'inscrit dans une volonté de revalorisation de l'héritage industriel. Cependant, à l'époque, deux visions s'affrontent : l'une visant à effacer complètement l'héritage minier, l'autre désireuse de le préserver. 
Le Bassin minier du Nord-Pas-de-Calais, qui regroupe une grande partie des anciens sites charbonniers de la région, dont la Cité des Électriciens, a été inscrit au patrimoine mondial de l’Unesco le samedi 30 juin 2012 au titre de paysage culturel évolutif et vivant. Le bien inscrit représente environ 4000 hectares au sein desquels on retrouve 124 cités minières, 51 terrils, 26 édifices religieux, trois gares, trois grands bureaux de compagnies minières.
Cette inscription au patrimoine mondial de l'Unesco répond à deux critères : l'universalité et l'exception. Le Bassin minier du Nord-Pas-de-Calais est universel en ce qu'il est représentatif du tournant historique et mondial des révolutions industrielles, rendues possibles d'abord grâce au charbon. En effet, celui-ci est l'énergie majeure à l'origine de profonds changements de société comme de nouvelles avancées technologiques et techniques, ou de nouveaux modes de travail et de vie. Ces avancées ont pris des formes différentes selon les époques et les régions mais elles restent communes à un grand nombre de pays dans le monde. En cela, le Bassin minier du Nord-Pas-de-Calais présente un caractère universel. L’originalité et l'exceptionnalité du site réside quant à lui dans la concentration exceptionnelle de cités minières, qui illustrent différents types d’habitats ouvriers : des corons des XIXe et XXe siècles aux cités pavillonnaires des années 1930, en passant par les cités-jardins et les cités modernes des années d’après-guerre. La Cité des Électriciens apparaît alors comme un exemple représentatif, en particulier en ce qui concerne l'habitat ouvrier. Elle témoigne d'une évolution dans les politiques de logement ouvrier, d'une volonté d'améliorer les conditions de vie des familles et d'une intégration progressive de l'urbanisme social dans la région.
L'inscription au Patrimoine Mondial repose également sur la notion de « paysage culturel évolutif vivant ». Cette qualification particulière indique que le Bassin Minier ne doit pas être figé dans un état donné, mais qu’il est au contraire un espace en perpétuelle transformation, dont les héritages sociaux et industriels continuent d’évoluer avec le temps. La région toute entière est ainsi perçue comme un ensemble cohérent, où l’histoire de l’exploitation minière et de la condition ouvrière est inscrite dans le paysage, dans l’architecture et dans la mémoire collective des habitants. La plupart des cités minières continuent d'être habitées, tandis que les anciens sites de production connaissent un nouvel usage : les fosses sont réhabilitées en bureaux, musées, salles de concert, laboratoire audiovisuel tandis que les cavaliers, les terrils et les étangs d'affaissement se transforment en itinéraires de promenade et espaces de loisirs. La Cité des Électriciens, aujourd'hui reconvertie en site culturel, illustre cette transformation et ce caractère évolutif. L'inscription du Bassin minier au Patrimoine Mondial valorise non seulement l'architecture de ces cités mais aussi les valeurs qui y sont associées, comme la solidarité et la dignité des travailleurs.
Afin de préserver les sites du Bassin sans pour autant les figer, il faut leur trouver une nouvelle fonction tout en préservant leur mémoire. Dans le cas de la Cité des Électriciens, cela s'est concrétisé par la mise en place d’un projet de valorisation touristique et culturelle, qui permet de faire découvrir cette histoire ouvrière au plus grand nombre tout en impliquant les habitants dans la dynamique.

## Réhabilitation de la Cité des Électriciens par l'atelier d'architecture Philippe Prost (2013-2019)
En 2012, la Communauté d'Agglomération Béthune-Bruay, Artois Lys Romane (CABBALR) rachète une partie du site devant être démoli, tandis que les trois barreaux qui bordent la rue Franklin et parallèles à la rue Anatole France, restent la propriété du bailleur social Soginorpa-Maisons & Cités.
La Communauté de l'Artois, en tant que maître d'ouvrage, lance une consultation pour la réhabilitation du site. Celle-ci est remportée par l'Atelier d'Architecture Philippe Prost (AAPP) en 2013, avec un projet jugé respectueux de l'âme du lieu tout en intégrant des innovations nécessaires pour le rendre vivant et fonctionnel.
Le programme du chantier de Philippe Prost prévoit la création d'un centre d'interprétation de l'habitat et du paysage minier — pour une surface totale de 750 m2 — d'un espace pédagogique, d'un espace d'exposition temporaire, de quatre résidences d'artiste, de quatre gîtes. Treize carins sont dévolus à des usages variés : exposition, carin gourmand, chambre, sauna, jeux, poulailler, abri de jardin, et carin mobile.

### Origines et objectifs du projet: la scénographie d’une architecture contemporaine au service du patrimoine
Le rachat par la Communauté d'Agglomération de l'Artois s'inscrit dans une volonté de valorisation architecturale, urbaine et paysagère du bassin minier et plus particulièrement de la Cité des Électriciens. Pour la collectivité, l'idée est notamment "de donner un nouvel usage à ce monument témoin".
Ainsi, des études sont menées sur le site et une étude de faisabilité réalisée par la communauté d'agglomération. Celle-ci remet la Cité dans son contexte, notamment urbain et son évolution au fil du temps qui appelle un regain d'attractivité, avant de développer sur le projet imaginé. Les objectifs sont fondés sur un équilibre entre préservation et revalorisation, tant des logements sociaux déjà existants que du site dans son intérêt patrimonial.
Sa valeur historique, en tant que plus ancienne cité minière préservée de la région, a rapidement été reconnue par les autorités locales et les Monuments historiques.
Un aspect essentiel du projet a été l’implication des habitants et des artistes locaux, qui ont contribué à la valorisation de leur propre patrimoine à travers des créations in situ. Lors du lancement du consultation en 2012, l’enjeu ne se limite pas à l’intervention architecturale, mais s’inscrit dans une démarche collaborative.
Le projet comprend des résidences d'artistes, des gîtes touristiques, ainsi qu'un centre d'interprétation dédié à l'habitat et au paysage miniers. Ce dernier espace permet de mieux comprendre les spécificités de la Cité des Électriciens et de son environnement, tout en rendant hommage à l’histoire des mineurs et de leurs familles. La démarche collaborative répond ainsi aux contraintes techniques, tout en transformant le projet en un manifeste du patrimoine minier régional.

### La mémoire du lieu: une matière vivante au cœur de la réhabilitation
La réhabilitation de la Cité des Électriciens repose sur la notion de "mémoire du lieu", une approche qui considère le passé comme un élément vivant intégré dans le processus de réaménagement. Le projet a débuté par une phase de recherche approfondie, en utilisant les archives locales et en recueillant les témoignages des anciens habitants. Cette démarche a permis de reconstituer l’histoire du lieu, de son urbanisme à ses évolutions successives.
Une attention particulière a été portée à la préservation de la flore locale, avec la création d’un verger conservatoire et d’un jardin des Artistes. Ces espaces verts ont été conçus pour symboliser les migrations minières tout en intégrant des variétés végétales anciennes. Le centre d’interprétation, quant à lui, a servi à valoriser l’histoire collective du Bassin minier, en présentant une vaste documentation sur les paysages, l’habitat et l’urbanisme miniers. Ce centre est devenu un lieu de rencontre et d’échanges pour les habitants et les visiteurs, contribuant à la transmission du patrimoine minier.

### Le maintien de la fonction historique de la Cité: préservation de l'habitat social
Maisons et Cités, dont dépend la maîtrise d'ouvrage, confie la maîtrise d'œuvre à l'agence BDAP, et plus précisément aux architectes Dominique Blanchon et Jennifer Didelon, pour la rénovation de dix logements sociaux. Là encore, les travaux sont réalisés dans le respect de l'architecture d'origine, en concertation aussi avec l'Atelier d'Architecture Philippe Prost et toujours sous le contrôle de l'architecte des Bâtiments de France.
Un des éléments clés de la réhabilitation a été la préservation de la fonction sociale de la Cité des Électriciens. Cette partie du projet a permis de conserver des logements sociaux, avec des logements allant du T2 au T4, qui respectent les normes de basse consommation énergétique. Ces logements ont été réhabilités tout en conservant leur volume d’origine et leur aspect historique.
De plus, deux logements sont accessibles aux personnes à mobilité réduite (PMR), témoignant d’un engagement pour un habitat inclusif. Le maintien de l'habitat permanent a été une priorité, et plusieurs services ont été installés pour améliorer la qualité de vie des habitants, tels qu’une aire de jeux et des jardins partagés. Ces initiatives ont renforcé l'intégration des résidents dans la transformation de leur environnement, créant un sentiment d’appropriation du projet.

### Le centre d’interprétation: un lieu de découverte et de transmission
Le centre d’interprétation, conçu par l'Atelier Philippe Prost, occupe deux bâtiments distincts : un ancien bâtiment réhabilité et une nouvelle construction. Ce dernier, érigé sur le site d’un baraquement de la Première Guerre mondiale, prend une forme moderne tout en respectant l’architecture locale. Sa structure, en bois et métal, fait référence aux bâtiments miniers historiques, et ses matériaux – dont les tuiles de parement rouge – évoquent le patrimoine industriel tout en intégrant des techniques de construction modernes. À l'intérieur, la scénographie a été pensée pour offrir une expérience immersive et didactique. Des maquettes, des vidéos, des témoignages et des reconstitutions ont été intégrés à un parcours interactif de 1000 m². Ce centre permet aux visiteurs de découvrir l'histoire et l’évolution du Bassin minier tout en mettant en lumière les valeurs exceptionnelles du site, inscrites au patrimoine mondial de l'UNESCO.

### Une réflexion sur la matérialité du site: la rencontre entre l'ancien et le contemporain
Le choix des matériaux, dans un projet de réhabilitation, n’est pas seulement un acte esthétique, c’est aussi une démarche respectueuse de l’histoire du lieu et de ses enjeux contemporains. À la Cité des Électriciens, les matériaux ont été sélectionnés avec une attention particulière à leur histoire et à leur capacité à dialoguer avec l’environnement. La brique, en particulier, est un élément clé, non seulement pour sa connexion avec l’histoire industrielle de la région, mais aussi pour sa capacité à permettre une lumière naturelle généreuse dans les espaces intérieurs. L’intervention de l’architecte a consisté à retirer certaines briques pour faire entrer la lumière, tout en conservant un calepinage qui rappelle la simplicité et la rusticité de l’architecture industrielle du passé. Cette intervention a été réalisée en collaboration avec Catherine Madoni, Architecte des Bâtiments de France, s'agissant d'un site classé.
Le bâtiment neuf, lui, intègre la brique et la tuile dans une continuité historique, mais tout en adoptant une approche novatrice. La structure en portiques en bois remplace la traditionnelle ossature en briques, une décision qui s’inscrit dans une réflexion plus large sur la durabilité et la modernité. La tuile vernissée rubis, choisie pour sa pérennité et sa capacité à capter la lumière, évoque à la fois la brique vernissée des anciennes maisons et les exigences esthétiques et environnementales contemporaines. Ce choix contribue à faire évoluer le site, créant un dialogue entre le passé et le présent, dont les teintes de rouge varient au fil de la lumière.
Les préoccupations écologiques sont également au cœur du projet, avec l'utilisation de matériaux locaux comme les copeaux de bois et les isolants en jeans recyclés. Ces choix illustrent une approche durable, respectueuse de l’environnement et des ressources naturelles, tout en répondant aux besoins fonctionnels du programme. Ainsi, le projet se positionne comme un modèle de réhabilitation intelligente, alliant respect de la mémoire du site et réponse aux défis contemporains de la construction. Cette démarche de transformation du patrimoine se retrouve souvent dans les travaux de Philippe Prost. Dans ses projets, Prost considère le temps comme une matière première. L’un de ses premiers grands projets, la citadelle de Belle-Île-en-Mer, a marqué une étape importante dans cette approche. Là, il a expérimenté une intervention qui ne fige pas le passé, mais qui l’intègre dans une dynamique de transformation continue, reliant les époques par des gestes subtils mais significatifs. Un exemple plus explicite de cette philosophie se trouve dans son intervention au lycée Jean-Baptiste Poquelin à Saint-Germain-en-Laye. Prost a restauré la lisibilité originelle de l’édifice, tout en respectant son histoire et en réduisant son empreinte écologique. L'utilisation du bois pour la façade et les volets des salles de classe n’est pas seulement une question esthétique, mais aussi une volonté de marier tradition et innovation tout en préservant la durabilité. Dans la même veine, l’interprétation de la Cité des Électriciens par Prost se distingue par un respect de la typologie et des matériaux anciens en proposant un nouveau bâtiment qui s’intègre harmonieusement à l’environnement. La tuile vernissée utilisée dans le projet fait écho à la brique de l’ancienne cité ouvrière, créant ainsi un lien visuel et symbolique entre l’ancien et le contemporain. En choisissant la brique comme élément central, Prost parvient à créer une continuité entre les générations et à établir un dialogue entre l’architecture industrielle et les besoins actuels.
Si cinq années de travaux et 15 millions d'euros ont finalement été nécessaires à la réhabilitation et à la transformation du site, ce projet est récompensé par plusieurs prix, comme le prix du jury au concours d'architecture Bas Carbone EDF en 2014 ou encore le 1er prix Architendance Bâtiment tertiaire en 2016.

### La Cité depuis 2019
Par un grand projet de rénovation, la communauté d’agglomération et ses partenaires ont souhaité de donner un nouvel usage à ce site. La Cité est désormais pleine de vie et favorise l'interaction entre les locaux d’une part ainsi que les touristes et les artistes d’autre part.

#### Les jardins
L'importance majeure des jardins-potagers dans la vie des mineurs à l’époque de la première vie de la cité explique la volonté qu’a eu la commune de donner une grande ampleur au projet paysager du site. Lors de la rénovation, l’agence de paysagisme FORR et les muséographes de l’agence Du&Ma qui ont réalisé la muséographie et la scénographie ont intégré cet aspect de la précédente vie de la Cité dans leur projet. Ainsi, en plus du centre d’interprétation du paysage, de l’urbanisme et de l’habitat minier qui accueille le public, il y a un hectare et demi de jardin potager et de verger planté.
Aujourd'hui, à la Cité, on trouve les jardins et le verger. Les premiers sont pédagogiques, partagés, artistiques et paysagers, tandis que les seconds côtoient des aires de jeux et de pique-nique et des espaces invitant à la détente.

## Interventions artistiques
Depuis la fin des années 2000, la Cité des Électriciens a été le cadre de plusieurs interventions artistiques, en lien avec sa valorisation patrimoniale. Les premières interventions ont accompagné la transition entre coron habité et friche, puis le projet de réhabilitation. 

### La compagnie marseillaise Les Pas Perdus (2008-2011)

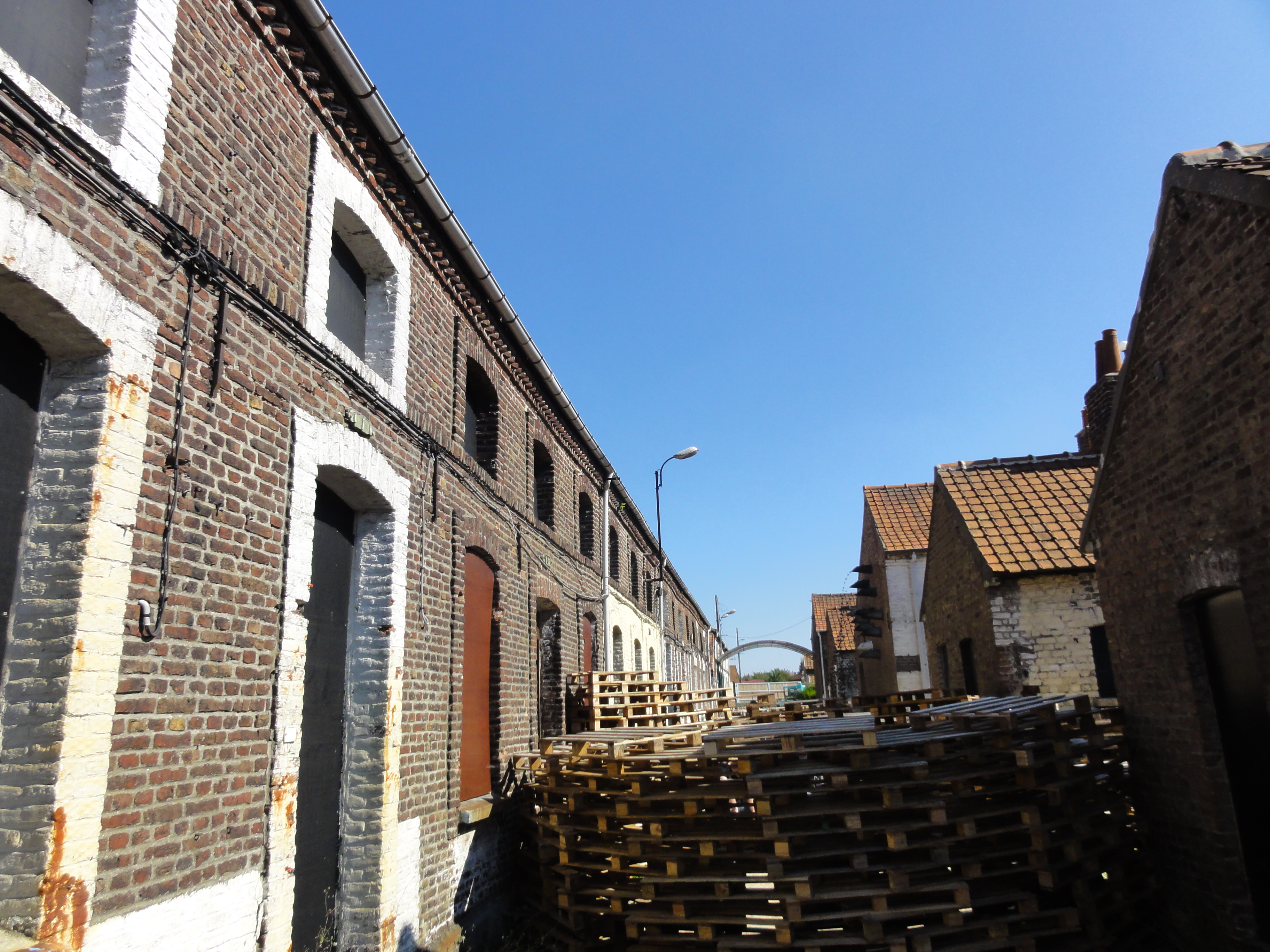
Photographie de la Cité des Electriciens prise en 2011.

Entre 2008 et 2011, la compagnie marseillaise Les Pas Perdus (Guy-André Lagesse, Nicolas Bartelemy et Jérôme Rigault) réalise plusieurs interventions, avec l'objectif de proposer un nouveau regard sur le site. 
La compagnie plonge la cité dans un univers décalé et poétique avec l’aide des habitants. Ces derniers sont placés au cœur de la création en devenant de « véritables acteurs de la transformation de leur environnement ». Ils sont d'ailleurs rebaptisé pour l’occasion les « Occasionnels de l’Art ». Cette première intervention a donné l’élan pour les travaux de réhabilitation qui débutent en 2013.
Le collectif a réalisé d'autres créations au cours de la période : 
- en 2008, Z.A.C. (Zone d’Anniversaire Concertée) est créée. C'est une œuvre collective évolutive contenant les récits recueillis auprès du public sur la construction optimiste d’un « monde à venir »,
- puis en 2009, il y a la mise en scène des souhaits enregistrés, filmés, écrits, photographiés ou peints de l’année précédente. Tout cela est mis en forme au sein d’une œuvre à part entière qui est également pensé comme un lieu de vie et d’exposition : la Maison au Courant (il s’agissait de la maison « Chez Mireille »).
- en 2010, l’œuvre On a une idée est réalisée.
- et en 2011, le collectif compose La Promenade du Jardin des Souhaits Bricolés. Il s'agit d'un chemin guidant les visiteurs à travers les maisons de la cité, transformées en lieux magiques pour l’occasion, avec des cheminées illuminées et des jardins revisités…[30]

### Gilles Bruni,Le Campement dans le la friche(2011-2012)
Après avoir réalisé un inventaire de la flore locale entre 2011 et 2012 lors d’un projet ethnobotanique et archéologie, Gilles Bruni lance Le Campement dans le la friche l’année suivante. Il interprète alors les lieux en leur donnant la forme d’un camp nomade évoluant au fil des saisons et des besoins. Réalisant, lors des ateliers d’été, des techniques archéologiques de sauvetage de la friche, il étudie le lieu comme un espace qui sera bouleversé.
L'installation de Gilles Bruni est présentée à l'occasion de l'évènement Courant Septembre qui marque la fermeture définitive du site avant les travaux de réhabilitation en 2013.

### François Andès avecLe singe qui lèche(2013)
En 2013, l'artiste plasticien François Andès réalise une exposition et un défilé-performance intitulé Le singe qui lèche. Les visiteurs pouvaient parcourir un labyrinthe, composé de draps, de nuisettes, de chemises et bonnets de nuit, à la tombée de la nuit et découvrir les diffusions sonores et courts-métrages au graphite projeté sur des tissus tendus. Sur le chemin, soixante figurants costumés et masqués s’apparentaient à des ombres étranges et flottantes. L’auteur souhaitait faire réfléchir le spectateur sur la frontière « entre espaces sauvages/espaces dit civilisés, la transformation d’un lieu par l’individu et sur la frontière de cette métamorphose ».

### La Géante Mireille
La redécouverte de la présence de géants à Bruay-La-Buissière a fait émerger le projet de réaliser Mireille : une géante en bois et rotin. Cette grande dame de trois mètres soixante-quinze de haut est parée d’une robe moderne mettant en avant le savoir-faire local. Elle est réalisée par une créatrice béthunoise, Sainte Naïké, à partir de tissus nobles recyclés. Naïké Louchart a supervisé le travail d’habitants de tous âges.

## La Cité réhabilitée (depuis 2019)
En 2019, la Cité réhabilitée ouvre ses portes, avec un centre d’interprétation, une résidence d’artistes, des gîtes et de grands espaces paysagés. Tout au long de l'année, des visites guidées permettent aux visiteurs de découvrir l'histoire du lieu. 
Entre 2022 et 2023, un dimanche par mois, la compagnie Harmonika Zug propose une visite théâtralisée "Les murs ont des oreilles". Lors de cette rencontre, les visiteurs pouvaient écouter les histoires de familles et des anecdotes de la vie quotidienne d’antan.

### Programmation d'expositions
Depuis son ouverture au public, la Cité des Électriciens a accueilli de nombreuses expositions. Ces dernières présentent différentes facettes de la culture du Nord-Pas de Calais comme les processions traditionnelles de géants inscrites en 2008 sur la liste du Patrimoine culturel immatériel de l’humanité.
Elles sont souvent l’occasion de retracer l’histoire de la région minière ou de la Cité elle-même. C’est le cas de l’exposition “Une cité à taille humaine” en 2022, qui, grâce aux archives (photographies, actes de naissance, recensement,...), retrace la vie des hommes et des femmes qui ont vécu l’exploitation minière. En choisissant des portraits multiples et en isolant certains pour souligner leur caractère unique, "Une cité à taille humaine" met en valeur la diversité des histoires. Ce sont les habitants de la Cité des Électriciens eux-mêmes, ou leurs descendants, qui confient les traces de leur passé dans un jeu interactif. L'exposition participative  “Monument aux 100 visages” joue le même rôle de témoin, un an plus tard. Cette exposition met en avant les mineurs, acteurs principaux du lieu, par l’initiative d’Olivier Thierry le nouveau directeur de la Cité depuis 2021. Entre les années 1960 et les années 1980, le canevas de mineur, une borderie représentant un portrait de mineur, est devenu très populaire au sein des foyers. Plutôt fabriqué par les femmes de la maison, il est souvent exposé dans les pièces communes. Lors de cette exposition, ce sont plus de cent familles qui ont confié ces portraits à la Cité des Électriciens. Chaque tableau est semblable et pourtant unique. L'installation est accompagnée d'un texte de Patrick Varezt, Le canevas sans visage. L'auteur fut accueilli en résidence à la Cité  du 6 février au 3 mars 2023.
Mais les exposition de la Cité des Électriciens sont aussi ancrées dans des problématiques actuelles. L'un des sujets abordé est notamment la question du développement durable. “Patrimoine en mouvement. Construire un avenir durable” est une exposition triennale de 2022, 2024 et 2026 dont chaque édition présente une région de France différente. Elle est créée par l’École de Chaillot, la Cité de l’architecture et du patrimoine et co-produit, avec la Fondation du Patrimoine et valorise le métier d’architecte du patrimoine en sensibilisant le grand public à cet univers. L'exposition fut inaugurée à la Cité des Électriciens. Elle fut conçue dans un soucis écologique et créée de façon durable. L'exposition met en avant la question de réhabilitation du patrimoine qui est un enjeu majeur face au dérèglement climatique et du contrôle de l’étalement urbain. De même, l'exposition "Bio-TEX : co-création d'un rideau hygrothermique en cité minière" présente le travail de création de rideaux hygrothermiques pour la rénovation des cités minières en s'inscrivant dans la démarche "Cités minières en acclimatation",.
Enfin, les installations artistiques sont autant de moyens de mettre en avant les artistes contemporains accueillis par la Cité ou liés, du fait de leurs origines ou leurs créations, à la région des Hauts de France. Le collectif About a worker a ainsi pu présenter son Design textile "made in Hauts-de-France". On retrouve aussi, parmi les nombreuses manifestations artistiques, l'exemple de la romancière Samira El-Ayachi dont le père, mineur marocain a immigré dans le nord de la France pour travailler dans les mines à charbon. L'exposition "Le bassin minier dans les yeux de Samira El-Ayachi" met en avant l’histoire et le combat de son père et de 3000 mineurs marocains ainsi que son enfance et son adolescence dans les corons.

#### Liste des expositions, manifestations et installations artistiques[43]
- "Le jardin imaginaire" par la plasticienne Xuefeng Chen, 2019.

- "Le Monde d'après" par le photographe Thierry Girard, 2019.
- "Histoire de Géants", exposition temporaire, Du 4 au 18 décembre 2020.
- "Quand le design rend visite au patrimoine", Du 8 février au 9 août 2020.
- "Inauguration de la fresque graffée", Le 13 novembre 2021.
- "Une cité à taille humaine", Du 13 novembre 2021 au 24 avril 2022
- "La Ville au fil de la brique", 2021.
- "Vacances à Gardincour : Installation artistique par Dimitri Vazemsky", Du 26 au 29 mai en continu.
- "Une complicité bienvenue ! Les Ch’tis dans l’œil de Jean-Claude Lother", Du 26 mai au 27 novembre 2022.
- "Weekend alternatif UTOPIA : Minitos et Nanitos", Les 17 et 18 septembre.
- "Faire part d’humanité - 40 ans de photographie au CRP", Du 17 septembre au 27 novembre 2022.
- "Les imbriqués", Installation textile de Coraline Magny, Jusqu'au 30 avril 2023.
- "Le bassin minier dans les yeux de Samira El-Ayachi", Jusqu'au 29 mai 2023.
- "Pigeon cosmique", A partir du 3 juin 2023.
- "Edouard Pignon. Jouer avec le feu", Du 16 septembre au 3 décembre 2023.
- "Bercail, installation et performance", Les 16 et 17 septembre 2023.
- "Le peuple de la nuit", Du 7 au 28 septembre 2023.
- "Coronation Street", Jusqu'au 3 decémbre 2023.
- "Les Jardins des Merveilles/Jardim das Maravilhas", Les 18 et 19 mai 2023.
- "La Requinquée", 2023.
- "Intra-Terra", Par Philippe Baudelocque, A partir du 18 mai 2023.
- "Monument aux 100 visage", exposition participative, 2023.
- "Original Flower Power", Du 18 au 29 mai 2023.
- "La Passeggiata"
- "Souvenirs de l’Aura", installation monumentale de Cyril Zarcone, Du 11 février au 4 décembre 2023.
- "Ce qui n’avait pas plus au soleil", Du 1er février au 17 mars 2024.
- "Partition Manière Noire", Du 1er février au 17 mars 2024
- "Coron Fashion… Le showroom !", Du 8 au 20 mai 2024
- "Ladisla Kijno", Du 23 mars au 30 juin 2024
- "Benjamin Ottoz- Papier, cailloux et ceatera", Du 10 février au 30 juin 2024.
- "Oscar Haus/ Jacques Trovic/Patric Lecointre", Du 23 mars au 30 juin.
- "About a worker", Du 8 mai au 30 juin 2024.
- "Louis Van Baelens", Du 1er février au 30 juin 2024.
- "Le monde sera à nouveau une carte postale", Du 8 mai au 30 juin 2024.
- "Isabella Hin", Du 23 mars au 30 juin 2024.
- "Jean-Michel Wuilbeaux", Du 1er février au 30 juin 2024.
- "Allez le RC Lens", Du 3 juillet au 8 septembre 2024.
- "Aequo-Echos-Eco", 2024.
- "L’espace des choses", Du 8 mai au 8 décembre 2024.
- "Chromophore, 2023", Du 20 septembre au 8 décembre 2024.
- "Kasimir Zgorecki", Jusqu'au 8 décembre 2024.
- "Alice Hallynck. Du traditionnel brise-bise au rideau-galerie monumental", Jusqu'au 8 décembre 2024.

- "Bio-TEX. Co-création d’un rideau hygrothermique en cité minière", Du 20 septembre au 8 décembre 2024.
- "Patrimoine en mouvement. Construire un avenir durable", Du 18 septembre 2024 au 08 décembre 2024.